# Diego Arias de Saavedra
Diego Arias de Saavedra (Extremadura, ¿1558? - Chile, 1627) fue un soldado, poeta y cronista español del siglo XVI al que se ha considerado autor del poema y crónica Purén indómito a partir de las investigaciones de Aniceto Almeyda —con anterioridad, el texto se atribuía a Fernando Álvarez de Toledo, un familiar político suyo; sin embargo, las investigaciones de Almeyda, publicadas entre 1944 y 1967, hicieron que se impusiera la autoría de Arias de Saavedra por sobre la opinión del historiador Tomás Thayer Ojeda, defensor de la autoría de Álvarez de Toledo—.

## Biografía
Se cree que era extremeño, nacido alrededor de 1558. Su obra poética lo muestra como un soldado culto, con acceso a algún tipo de educación, que, fuera de los conocimientos literarios necesarios para escribir y versificar, le permitió citar en su poema ideas de autores como Erasmo de Róterdam y nombrar al paso a otros como Ludovico Ariosto y Petrarca. 
Empezó a servir como soldado en 1578. Participó en la invasión española de Portugal de 1580 y, en el contexto de la misma operación, en la batalla de la Isla Terceira, en las Islas Azores (26 de julio de 1582). En 1583 integraba como alférez de compañía la expedición de refuerzos enviada por Felipe II al mando de Diego de Alcega para apoyar la colonización del estrecho de Magallanes a cargo de Pedro Sarmiento de Gamboa y Diego Flores de Valdés. Con el último de estos oficiales participó en la toma conjunta de Paraíba, Brasil, que fuerzas españolas y portuguesas acometieron contra a los franceses, en 1584, cuando Flores de Valdés estaba de paso en su ruta a España. Arias de Saavedra se quedó en Paraíba y al año siguiente, 1585, habría sido sargento del capitán João Tavares en la expedición que subió hasta la Sierra de Copaoba, para derrotar a los indios potiguares. Esto se afirma al pasar en unos versos del Purén indómito, donde el autor hace comentarios de su paso por esa campaña, pero un antiguo documento de la historiografía brasileña, difundido por el erudito chileno Aniceto Almeyda en 1967, confirma la presencia de Arias de Saavedra en ese territorio, atribuyéndole un desempeño militar sobresaliente. Tras esto, y de vuelta a España, habría participando de la fallida expedición de la Armada Invencible contra Inglaterra (1588). A estas experiencias previas a la Guerra de Arauco se refiere en su poema en un pasaje que afirma: 
Infortunios he visto y tempestades / en el mar de Noruega y paso estrecho, / muertes, naufragios, espantables guerras, / en partes varias y en remotas tierras. / Un día triste vi en la Paraiba, /provincia de los indios Petiguares, / asar en barbacoa y brasa viva / de mujeres y niños seis millares; / pues, en otras provincias más arriba, / quemar más de setenta mil casares.
Partió de Cádiz a América en marzo de 1589 encuadrado en una tropa destinada a Chile bajo el mando de Luis de Sotomayor. Aunque en Tierra Firme (Panamá) su tropa fue enviada de vuelta a Europa para proteger una escuadra, allí se le confió una compañía enganchada localmente para ser destinada a Chile, a donde llegó en 1590. En enero de 1591 (fecha supuesta) habría estado presente en la refundación del fuerte de Arauco por parte del gobernador Alonso de Sotomayor. También habría asistido a la fundación del fuerte de Santa Cruz (1594) o su elevación al rango de ciudad (1595), por iniciativa del gobernador Martín Óñez de Loyola. En 1599, cuando ya se extendía la rebelión mapuche, era alcalde ordinario de Chillán, donde se casó con Isabel Toledo de Mejia (o Mejia de Toledo). Según su poema, no se encontraba en el pueblo el día que éste fue destruido, encontrándose a las afueras junto a dos cuñados suyos. En los alrededores tenía una propiedad rural. Entonces fue cuando presenció la mayor parte. Fue corregidor y justicia mayor de Colchagua en 1605, designado por Alonso García de Ramón, quien en la designación hace el recuento de hechos que es una fuente principal para la biografía de Arias de Saavedra publicada por José Toribio Medina que contiene gran parte de los detalles de su vida.